# 美と殺戮のすべて
『美と殺戮のすべて』（びとさつりくのすべて、All the Beauty and the Bloodshed）は2022年のアメリカのドキュメンタリー映画である。写真家ナン・ゴールディンの生涯や作品、そして彼女のオピオイド鎮痛剤の使用への抗議活動を題材にしており、ローラ・ポイトラスが監督を務めた。

## 概要
映画は写真家ナン・ゴールディンの作品を通して彼女の生涯を回想するパートと、オピオイド危機に対するゴールディンの活動、そしてオピオイド鎮痛薬の製造者であるサックラー一族に対する闘争を交互に追っている。

## 受賞歴
本作は第79回ヴェネツィア国際映画祭のコンペティション部門で上映され、ドキュメンタリー映画として史上2本目となる金獅子賞を受賞。第95回アカデミー賞でも長編ドキュメンタリー映画賞にノミネートされた。